# Małgorzata Wojtaczka
Małgorzata Wojtaczka (ur. 1965 we Wrocławiu) – polska żeglarka, speleolożka i uczestniczka ekspedycji w rejony polarne. Pierwsza Polka, która samotnie zdobyła biegun południowy na nartach - 25 stycznia 2017 roku.
Brała także udział w odkrywaniu nowych jaskiń w górach Picos de Europa w Hiszpanii. Dotarła na dno najgłębszej jaskini w tym paśmie: Sistema del Hou de la Canal Parda, na głębokość – minus 903 m.
Zdobyła, w warunkach zimowych, na nartach, szczyt Newtontoppen (1717 m n.p.m.), najwyższą górę Spitsbergenu.
Laureatka nagrody za "wybitne osiągnięcia sportowe" przyznawanej przez UKFiT (obecnie Ministerstwo Sportu i Turystyki)

## Samotne zdobycie bieguna południowego
Po wielomiesięcznych przygotowaniach właściwa część wyprawy zaczęła się po 2 dniowej aklimatyzacji na Antarktydzie 18 listopada 2016 w lodowej zatoce Hercules Inlet na brzegu kontynentu na lodowca szelfowego Ronne'a.
Do przejścia w linii prostej było ponad 1200 km. Teren cały czas się wznosił od poziomu morza do wysokości 2835 m n.p.m. na biegunie. Z powodu cieńszej atmosfery i mniejszego ciśnienia wysokość jest porównywalna do 3610 m n.p.m.
Wyposażenie i zapasy ważące początkowo około 110 kg, które miały starczyć - jak planowano - na 50-60 dni wyprawy - ciągnęła na specjalnych saniach - pulkach.
W trakcie marszu Wojtaczki na jej antarktycznej trasie panowały temperatury od minus - 15 C do minus - 34 C oraz występowały silne wiatry, co dawało odczuwalna temperaturę minus - 45 C. Oprócz pogody dużym wyzwaniem były groźne szczeliny lodowcowe, wysokie do 3 metrów zastrugi (uformowane przez wiatr, zaspy śnieżne - wały zmrożonego śniegu), a przede wszystkim zwykle niespotykane na Antarktydzie częste opady śniegu. Świeży śnieg nie miał poślizgu co bardzo utrudniało i spowolniało marsz Wojtaczki.
Z powodu warunków atmosferycznych wyprawa przeciągnęła się o ponad tydzień. Z tego powodu podróżniczka musiała ograniczać swoje dzienne racje żywności. Jednak odmówiła asysty i proponowanego zrzutu żywności aby utrzymać status wyprawy "samotnie i bez asysty". Aby zdążyć przed planowanym zamknięciem bazy turystycznej Antarctic Logistics & Expeditions (ALE) na Biegunie Południowym Wojtaczka ostatnia dobę maszerowała non stop i bez przerw. Wojtaczka dotarła do Bieguna Południowego Ziemi w dniu 25.01.2017 ok. 12.30 polskiego czasu, pokonując łącznie ok. 1300 km w ciągu 69 dni
Przebieg i relacje wyprawy można było śledzić na stronie samotnienabiegun.pl/news/.